# Cligès
Cligès és un romanç escrit per Chrétien de Troyes a finals del segle xii. El Cligès va ser escrit després d'Érec et Énide, i tracta el tema de l'amor cortès. Apareix un triangle amorós entre el vassall (Cligès) i la dama (Fénice), casada amb l'emperador. No obstant això, l'amor cortès passa a ser un tema secundari, a vegades, per donar pas a la descripció gestes i batalles cavalleresques de l'època en les que participarà el protagonista.
La relació d'amants que puguin tenir Fénice i Cligès dona peu a un conflicte moral: ambdós intenten rebutjar al seu amor, ja que Fénice és una dona casada, la muller de l'emperador. Aquesta relació pot ser mal vista per la societat i per l'entorn que els envolta, per tant no hauria d'existir. Ambdós amants elaboraran un engany a l'emperador per així poder contraure matrimoni.
En aquesta novel·la destaca el realisme a causa de tots els fets històrics i geogràfics que hi apareixen descrits. Chrétien de Troyes s'hauria pogut inspirar en l'ambaixada romana d'Orient que va visitar la cort de Frederic Barba-roja a Colònia l'any 1171.

## Argument
Chrétien presenta la història d'un cavaller de la cort, anomenat Cligès, que s'enamora d'una dama (Fénice). Fénice és la muller de l'emperador Alis. Els dos amants s'adonen que, si la seva relació surt a la llum, Cligès pot ser acusat d'incest i traïció davant del seu emperador. Així que Fénice rebutja a Cligès i ell opta per fugir de l'amor i de la situació i decideix anar-se'n lluny. Deixa la cort d'Alis però continua amb la seva vida de cavaller. Arriba a la cort el Rei Artús, on també serà cavaller, portant una vida plena de gestes i batalles. Finalment aconsegueix ser un heroi de renom. Tot i que semblava que havia deixat la vida amorosa a la banda, finalment tornarà a buscar a la seva estimada Fénice descuidant la seva vida heroica. Ambdós amants elaboraran un engany i fingiran la mort de Fénice davant de l'emperador. En morir l'emperador Alis, Cligès i Fénice contrauran matrimoni i es convertiran en els nous emperadors de Grècia.

## Personatges
- Cligès: Cavaller, vassall d'Alis, que queda totalment captivat per la bellesa de Fénice. Fill d'Alexander i Soredamor.
- Alis: Emperador. Oncle de Cligès i germà d'Alexander.
- Fénice: és la muller d'Alis, enamorada de Cligès.
- Soredamor: Mare de Cligès.
- Alexander: Pare de Cligès. Príncep de Grècia i membre de la cort del Rei Artús.